# 等差数列
数学における等差数列（）または算術数列（、英: arithmetic progression, arithmetic sequence）とは、隣接する各項の差が等しい数列である。隣接する項の差を公差（、英: common difference）という。
例えば、5, 7, 9, … は初項 5, 公差 2 の等差数列である。同様に、1, 7, 13, … は公差 6 の等差数列である。
等差数列の初項を a0 とし、その公差を d とすれば、第n 項 an は
{\displaystyle a_{n}=a_{0}+nd}
であり、一般に
{\displaystyle a_{n}=a_{m}+(n-m)d}
と書ける。
等差数列の和は算術級数 (arithmetic series) という。等差数列の無限和（無限算術級数）は発散級数である。

## 総和
和 2 + 5 + 8 + 11 + 14 の計算。もとの数列を逆順にした数列を用意して、もとの数列と項ごとに加えると、得られる数列は同じ1つの値を繰り返す（その値はもとの数列の初項と末項の和）。ゆえに、2 + 14 = 16, 16 × 5 = 80 が求める和の2倍に等しい。
有限の等差数列の和を算術級数と言う。公差 d の等差数列の第 n 項まで a0, a1, …, an の総和は、
{\displaystyle {\begin{aligned}S_{n}&=\textstyle \sum \limits _{k=0}^{n}a_{k}\\&=a_{0}+a_{1}+\dotsb +a_{n}\\&=(n+1){\frac {a_{0}+a_{n}}{2}}\\&=(n+1){\frac {2a_{0}+nd}{2}}\end{aligned}}}
と表される。この種の式は、フィボナッチの『算盤の書』（"Liber Abaci"; 1202年, ch. II.12）に登場する。

GIF動画: 自然数の和 を求める公式の導出

算術級数の公式は、算術級数 Sn の各項を初項 a0 で書き換えたものと、末尾の項 an で書き換えたもの和から 2Sn を求めることで得られる：
{\displaystyle {\begin{aligned}S_{n}&=\color {red}a_{0}\color {green}+(a_{0}+d)\color {blue}+(a_{0}+2d)\color {black}+\dotsb \color {magenta}+(a_{0}+nd)\\[5pt]{}+S_{n}&=\color {red}a_{n}\color {green}+(a_{n}-d)\color {blue}+(a_{n}-2d)\color {black}+\dotsb \color {magenta}+(a_{n}-nd)\\\hline 2S_{n}&=\color {red}(a_{0}+a_{n})\color {green}+(a_{0}{\bcancel {{}+d}}+a_{n}{\bcancel {{}-d}})\color {blue}+(a_{0}{\bcancel {{}+2d}}+a_{n}{\bcancel {{}-2d}})\color {black}+\dotsb \color {magenta}+(a_{0}{\bcancel {{}+nd}}+a_{n}{\bcancel {{}-nd}})\end{aligned}}}
右辺では公差 d を含む項が消去されて初項と末項の和だけが残る。結局 2Sn = (n + 1)(a0 + an) となる。両辺を 2 で割れば
{\displaystyle S_{n}=(n+1){\frac {a_{0}+a_{n}}{2}}}
を得る。そして算術級数の平均値 Sn/n + 1 は、明らかに a0 + an/2 である。499年に、インド数学・天文学古典期の数学者であり天文学者であるアーリヤバタは、Aryabhatiya (section 2.18) でこのような方法を与えている。

## 総乗
初項 a0 で、公差 d の等差数列に対して、初項から 第 n 項までの総乗
{\displaystyle {\begin{aligned}P_{n}&:=a_{0}\cdot a_{1}\cdot \dotsb \cdot a_{n}\\&=a_{0}\cdot (a_{0}+d)\cdot \dotsb \cdot (a_{0}+nd)\\&=d{\frac {a_{0}}{d}}\cdot d\left({\frac {a_{0}}{d}}+1\right)\cdot \dotsb \cdot d\left({\frac {a_{0}}{d}}+n\right)\\&=d^{n+1}{\left({\frac {a_{0}}{d}}\right)}^{\overline {n+1}}\end{aligned}}}（{\displaystyle x^{\overline {n}}} は上昇階乗冪）はガンマ関数 Γ を用いて
{\displaystyle P_{n}=d^{n+1}{\frac {\Gamma \left({\tfrac {a_{0}}{d}}+n+1\right)}{\Gamma \left({\tfrac {a_{0}}{d}}\right)}}}
という閉じた式によって計算できる（ただし、a0/d が負の整数や 0 となる場合は、式は意味を持たない）。Γ(n + 1) = n! に注意すれば、上記の式は、1 から n までの積 1 × 2 × ⋯ × n = n! および正の整数 m から n までの積 m × (m + 1) × ⋯ × (n − 1) × n = n!/(m − 1)! を一般化するものであることが分かる。

## 共通項
任意の両側無限等差数列が2つ与えられたとき、それらに共通に現れる項を（項の前後関係は変えずに）並べて与えられる数列（数列の「交わり」）は、空数列であるか別の新たな等差数列であるかのどちらかである（中国の剰余定理から示せる）。両側無限等差数列からなる族に対し、どの2つの数列の交わりも空でないならば、その族の全ての数列に共通する項が存在する。すなわち、そのような無限等差数列の族はヘリー族である。しかし、無限個の無限等差数列の交わりをとれば、無限数列ではなくただ一つの数となり得る。